# Топіха Андрій Олександрович
Андрі́й Олекса́ндрович Топі́ха — солдат Збройних сил України.

## Короткий життєпис
Водій, 93-тя окрема механізована бригада. На фронті з початку осені 2014 року, після демобілізації планував одружитися.
14 лютого 2015-го загинув, потрапивши під мінометний вогонь терористів при виконанні бойового завдання поблизу села Піски Ясинуватського району. Тоді ж загинув солдат батальйону «Фенікс» Михайло Губриченко.
Похований 17 лютого 2015 року в Гоголеві.

## Нагороди
За особисту мужність і героїзм, виявлені у захисті державного суверенітету та територіальної цілісності України, вірність військовій присязі під час російсько-української війни, відзначений — нагороджений
- 27 червня 2015 року — орденом «За мужність» III ступеня.